# The Stone Roses (Album)
The Stone Roses ist das Debütalbum der britischen Rockband The Stone Roses und wurde über Silvertone Records im Mai 1989 veröffentlicht. Es gilt als eines der wichtigsten britischen Alben aller Zeiten und war wegbereitend für den Britpop der 1990er Jahre.

## Hintergrund
Die Stones Roses waren schon 1983 gegründet worden, das gleichnamige Debütalbum wurde aber erst sechs Jahre später veröffentlicht. Die Band hatte aber schon zuvor einige Singles auf den Markt gebracht.
Das Album belegte 1989 nach der Veröffentlichung Platz 32 der britischen Charts, Anfang 1990 Platz 19 und als Wiederveröffentlichung 2009 erreichte es gar Platz fünf. In den USA stieg das Album bis auf Platz 86.
Das Cover von The Stone Roses zeigt ein Werk von John Squire.

## Titelliste
Alle Songs stammen aus der Feder von John Squire und Ian Brown.
Seite A
1. I Wanna Be Adored – 4:52
2. She Bangs The Drums – 3:42
3. Waterfall – 4:37
4. Don’t Stop – 5:17
5. Bye Bye Badman – 4:00
Seite B
6. Elizabeth My Dear – 0:59
7. (Song for My) Sugar Spun Sister – 3:25
8. Made of Stone – 4:10
9. Shoot You Down – 4:10
10. This Is the One – 4:58
11. I Am the Resurrection – 8:12

## Veröffentlichung
In den USA ist das Album zusätzlich mit Elephant Stone (Track 3) und Fools Gold (am Schluss) erschienen.
1999 wurde das Album als „10th Anniversary Edition“ mit einer zusätzlichen CD (vier zusätzliche Songs, Videos und diverse Infos) wiederveröffentlicht.
2009 erschien es als Boxset mit drei CDs, einer LP und zwei 12″-Singles, einer DVD und einem USB-Speichermedium. Zudem veröffentlichte Sony eine „Legacy Edition“ mit zwei CDs und einer DVD.

## Rezeption
Das Debütalbum gilt als eine der Startzündungen des Madchester-Booms, mit dem neben The Stone Roses auch Bands wie die Happy Mondays, The Charlatans oder die Inspiral Carpets vor allem in Großbritannien zu großer Bekanntheit gelangten. Zudem beeinflusste das Album die Britpop-Bewegung um Oasis und Blur, die Mitte der 1990er Jahre ihren Höhepunkt erreichte.
Das Magazin Rolling Stone wählte The Stone Roses 2012 auf Platz 498 und 2020 auf Platz 319 der 500 besten Alben aller Zeiten.
New Musical Express kürte The Stone Roses im Jahr 2006 zum besten britischen Album aller Zeiten. Außerdem belegt es Platz 7 der 500 besten Alben aller Zeiten.
In der Auswahl der 200 besten Alben aller Zeiten von Uncut belegt es Platz 56.
Spin wählte The Stone Roses auf Platz 135 der 300 besten Alben aus dem Zeitraum 1985 bis 2014.
In der Aufstellung der 200 besten Alben der 1980er Jahre von Pitchfork erreichte es Platz 88.
Time nahm es in die Auswahl der 100 wichtigsten Alben auf.
Die deutsche Zeitschrift Musikexpress wählte es auf Platz 7 der 50 besten Alben des Jahrzehnts.
The Stone Roses gehört zu den 1001 Albums You Must Hear Before You Die.
Liam Gallagher von Oasis wie auch Robert Levon Been der kalifornischen Black Rebel Motorcycle Club benennen das Album als ihre Lieblingsplatte und führen den Beginn ihrer eigenen Musikerkarrieren auf diese zurück.